# Mia May
Mia May (Viena, 2 de junho de 1884 – Los Angeles, 28 de novembro de 1980), nasceu Hermine Pfleger, foi uma atriz austríaca. Foi casada com produtor e diretor Joe May e atuou em 41 filmes entre 1912 e 1924.

## Biografia
Mia May nasceu Hermine Pfleger em 2 de junho de 1884 em Viena, filha de Johann Pfleger, um padeiro, e Albine Pfleger (nascida em 2 de junho de 1884). Steinfelder). Sua irmã mais velha, Maria (1879–1958), que atuou sob o nome artístico de Mitzi Telmont, foi a segunda esposa do comediante Heinrich Eisenbach.
Ela fez sua estreia nos palcos no Jantsch Theatre aos 5 anos de idade, interpretando papéis infantis até os 14 anos. Ela continuou sua carreira nos palcos quando adolescente, assumindo o nome artístico de Herma Angelot e aparecendo no Apollo Theatre como atriz e cantora. Enquanto cursava o ensino médio, ela começou a receber aulas de balé de Louise Übermasser.
Em 1902, ela se casou com Joseph Otto Mandl e, sete semanas depois, deu à luz sua filha Eva Maria Mandl.  Herma Angelot então se tornou Mia May, e quando seu marido entrou na indústria cinematográfica, ele assumiu o nome de Joe May.
Em 1911, May viajou para Hamburgo para o Neues Operettentheater de Wilhelm Bendiner. Em 1912, a família May se estabeleceu em Berlim, onde seu marido havia sido contratado como diretor de cinema. Ela fez sua estréia no cinema em In der Tiefe des Schachtes (1912), que seu marido dirigiu, seguido pelo curta de 1913 Life's Temptations, e Die geheimnisvolle Villa (1914), que também foi a estreia de sua filha Eva May no cinema.
Em 1915, Joe May fundou a empresa cinematográfica May-Film Gmb, da qual Mia May se tornou diretora administrativa.  Ela também é creditada por escrever Your Big Secret (1918).
May apareceu em filmes como Hilde Warren und der Tod (1917), que foi escrito por Fritz Lang, A Condessa Mendiga (1918), O Casamento Platônico (1919), Veritas Vincit (1919) e Tragédia de Amor (1923) com Emil Jannings e uma jovem Marlene Dietrich. May disse sobre Dietrich: "Lembro-me dela como muito engraçada e envolvente, atraente e original. Nenhum homem poderia resistir a ela. Ela ia a todos os lugares com um monóculo e uma jibóia de cinco raposas vermelhas. Em outras ocasiões, ela usava uma manta de pele de lobo. As pessoas a seguiam nas ruas, riam dela, mas ela as fascinava.
De 1919 a 1920, ela estrelou a série de filmes em 8 partes Mistress of the World. Por um tempo, ela foi tão popular quanto as atrizes Asta Nielsen, Henny Porten e Pola Negri.
A última aparição de May na tela foi em The Love Letters of Baroness S (1924). Ela se aposentou em 1924 depois que sua filha Eva May cometeu suicídio.
Após a ascensão dos nazistas em 1933, Mia May e Joe May emigraram para a América via França. Em 1949, Mia e Joe abriram o restaurante Blue Danube em Los Angeles, mas não teve sucesso e fechou pouco depois.  Anteriormente, Joe May havia aberto o Wiener Bar em Hollywood em 1937.
Mia May morreu em 28 de novembro de 1980 em Los Angeles.

## Filmografia selecionada
- Die geheimnisvolle Villa (1914)
- The Sin of Helga Arndt (1916)
- The Love of Hetty Raimond (1917)
- Hilde Warren und der Tod (1917)
- Five Minutes Too Late (1918)
- The Sacrifice (1918)
- The Beggar Countess (1918)
- Your Big Secret (1918)
- Waves of Fate (1918)
- The Platonic Marriage (1919)
- Veritas Vincit (1919)
- The Mistress of the World (1919, 8 parts)
- The Wandering Image (1920)
- The Guilt of Lavinia Morland (1920)
- The Passion of Inge Krafft (1921)
- The Indian Tomb (1921)
- The Countess of Paris (1923)
- The Love Letters of Baroness S (1924)